# Morynzi (Swenyhorodka)
Morynzi (ukrainisch Моринці; russisch Моринцы Morinzy) ist ein Dorf im Zentrum der Ukraine in der Oblast Tscherkassy mit etwa 1400 Einwohnern (2023).

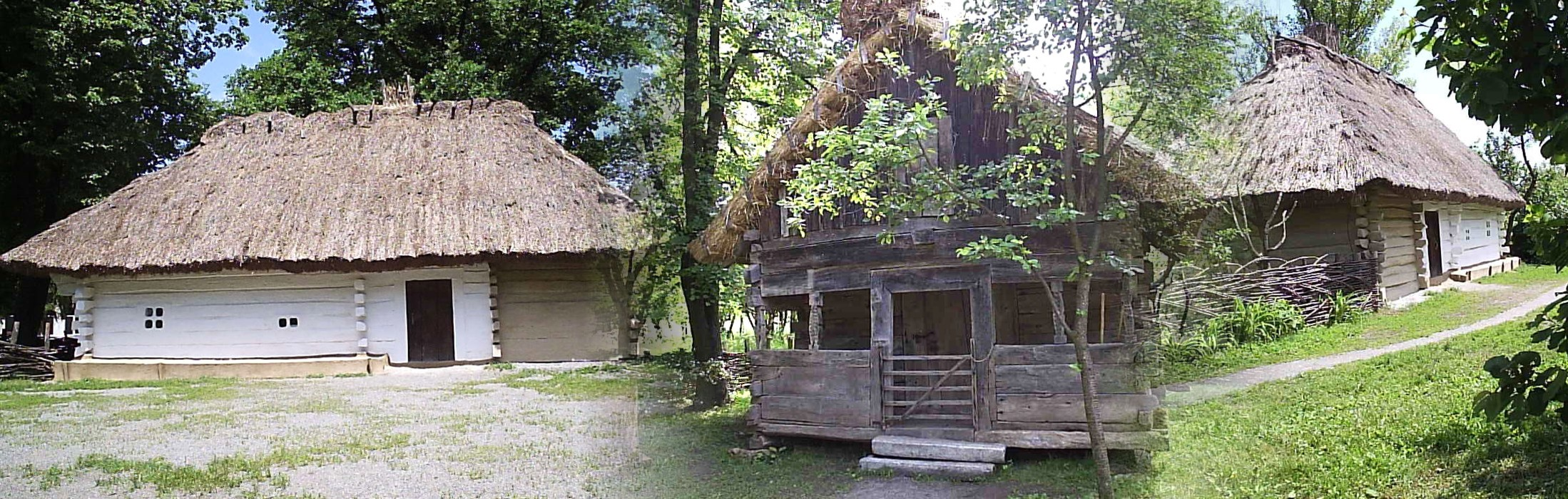
Geburtshaus von Taras Schewtschenko

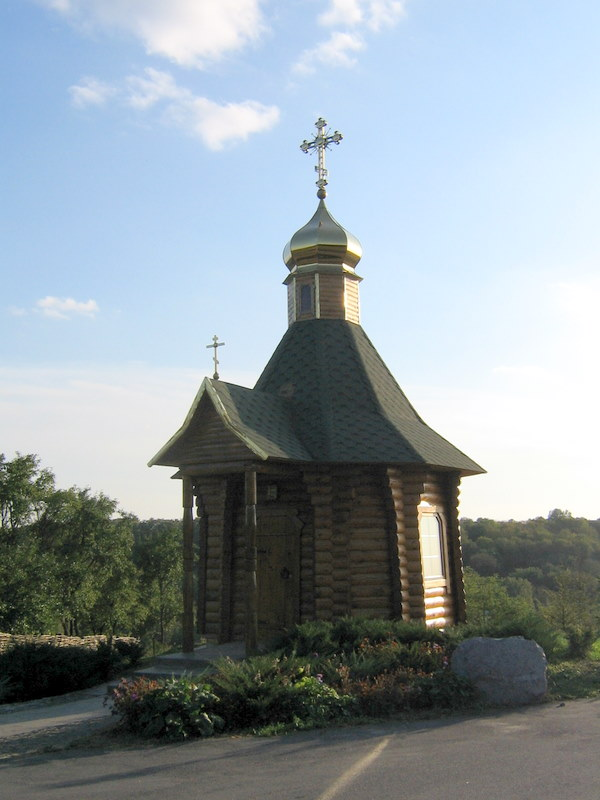
Kapelle der Fürsprache der seligen Jungfrau von Sankt Tarasia

Das Mitte des 17. Jahrhunderts erstmals schriftlich erwähnte Dorf ist der Geburtsort des ukrainischen Nationaldichters Taras Schewtschenko.
Das Dorf liegt im Norden des Rajon Swenyhorodka an der Regionalstraße P–64. Das Rajonzentrum Swenyhorodka liegt 34 km südlich, das Oblastzentrum Tscherkassy etwa 100 km östlich des Dorfs.
Die Entfernung ins nordöstlich liegende Kaniw, wo sich das Taras-Schewtschenko-Grabmal befindet, beträgt etwa 100 km.
Am 12. Juni 2020 wurde das Dorf ein Teil der neugegründeten Stadtgemeinde Swenyhorodka, bis dahin bildete es zusammen mit den Dörfern Hnylez (Гнилець) die gleichnamige Landratsgemeinde Morynzi (Моринська сільська рада/Morynska silska rada) im Osten des Rajons Swenyhorodka.

## Söhne und Töchter der Ortschaft
- Taras Schewtschenko (1814–1861); ukrainischer Dichter